# Actinopus goloboffi
Actinopus goloboffi is een spinnensoort in de taxonomische indeling van de muisspinnen (Actinopodidae).
De wetenschappelijke naam van de soort werd voor het eerst geldig gepubliceerd in 2014 door Ríos.